# Tinibég kán
Tinibég vagy Tinibek (mongolul Тинибег, tatárul Tinibək, ? – 1342) az Arany Horda kánja néhány hónapig.
Tinibég Üzbég kán második fia volt és a legidősebb életben levő a kán halálakor. Részt vett Üzbég kán kaukázusi hadjáratain, majd annak 1341-es halálakor a délkeleti határvidéken csagatáj portyázók ellen küzdött. Apja halálhírére visszaindult az Arany Horda fővárosába, ám Dzsanibég öccse útközben Szarajcsik városában meggyilkoltatta.